# جوناثان شيرزر
جوناثان شيرزر (بالألمانية: Jonathan Scherzer)‏ هو لاعب كرة قدم نمساوي في مركز الوسط، ولد في 22 يوليو 1995 في النمسا. لعب مع نادي آوغسبورغ.

## وصلات خارجية
- جوناثان شيرزر على موقع قاعدة بيانات كرة القدم.إي يو (الإنجليزية)
- جوناثان شيرزر على موقع Soccerway.com (الإنجليزية)
- جوناثان شيرزر على موقع عالم كرة القدم.نت (الإنجليزية)